# Broteochactas nitidus
Espèce
Broteochactas nitidus est une espèce de scorpions de la famille des Chactidae.

## Distribution
Cette espèce est endémique de Trinité-et-Tobago.

## Description
Le mâle syntype mesure 31 mm et la femelle 38 mm.

## Publication originale
- Pocock, 1893 : Contribution to our knowledge of the Arthropod fauna of the West Indies. Part I. Scorpiones and Pedipalpi. Scorpiones. Journal of the Linnaean Society, vol. 24, p. 374–404 (texte intégral).